# Cinclocerthia gutturalis
Tremedor-cinzento (Cinclocerthia gutturalis) é uma espécie de ave da família Mimidae.
Apenas pode ser encontrada: Martinique e Santa Lúcia.